# Parapediasia teterellus
Parapediasia teterellus là một loài bướm đêm trong họ Crambidae.